# Donato Sbodio
Donato Sbodio (Torino, 23 novembre 1960) è un attore, doppiatore e direttore del doppiaggio italiano, noto ai più per aver doppiato Vincent D'Onofrio nelle dieci stagioni di Law & Order: Criminal Intent.

## Biografia
È attivo come doppiatore negli studi di Torino e Milano. Dopo aver debuttato al Teatro Stabile di Torino nel 1985, ha partecipato a diverse produzioni radiotelevisive della Rai; è socio fondatore dell'associazione culturale Ciau Bale.

## Doppiaggio

### Film
- Vincent D'Onofrio in Escape Plan - Fuga dall'inferno, Broken Horses - Ombre dal passato
- Rob Bogue in The Last International Playboy
- Steven Culp in The Sisters
- Timothy Hutton in When a Man Falls in the Forest
- David Lynch in Lucky
- Ivaylo Geraskov in Undisputed II: Last Man Standing
- Ken Marino in The Ten
- Michael Gross in Tremors 3 - Ritorno a Perfection
- Alec Beard in Sheer - I sogni finiscono all'alba
- Dariusz Biskupski in Avalon
- Ren Ōsugi in Uzumaki
- Bernard Le Coq in Per amore di Elena
- Philip Keung in Ip Man Legacy - Master Z
- Lo Mang in Ip Man 4 - The Finale
- Kōsuke Toyohara in Liberaci dal male

### Serie televisive
- Matt Gordon in Mary Kills People e Nurses - Nel cuore dell'emergenza
- Vincent D'Onofrio in Law & Order: Criminal Intent
- Charles Powell in 15/Love
- Martin Cummins in Shattered
- Michael Gross in Tremors
- Rainer Egger ne I misteri di Mondsee
- Cesar Pierry in Detective per signora
- Giovanni Colombo in Licia dolce Licia
- Toby Huss in Halt and Catch Fire
- Mark Totty in Scandal

### Soap opera e telenovelas
- Mark Derwin in Sentieri
- Charles Shaughnessy in Il tempo della nostra vita
- Michele Oliveri e Dieter Bach in Tempesta d'amore
- Guy Ecker in Aroma de cafè
- Gabriel Corrado in Amandoti
- Humberto Zurita in Amore senza tempo
- Marcelo Alfaro in Antonella
- Juliàn Arango in Betty la fea, Ecomoda
- Fausto Rocha Jr. in Cara a cara
- José Wilker in Gabriela
- Tarcísio Filho in Garibaldi, l'eroe dei due mondi
- Eduardo Palomo in Huracan
- Fernando Ciangherotti in La debuttante
- Paulo César Grande in Nido di serpenti
- José Mayer in Pagine di vita
- Osvaldo Laport in Per Elisa
- Ricardo Darín in Ribelle, Stellina
- Roberto Moll in Señora
- Raul Taibo in Ti chiedo perdono
- Padre Antonio in I due volti dell'amore

### Film d'animazione
- Roy Claus in Santa Claus va in pensione
- Mulu Elu Galu Gu in Godzilla - Il pianeta dei mostri

### Serie animate
- Prof. Moshimo in Robotboy
- Toby in Gravity Falls
- Shimazu Yoshihiro in Sengoku Basara
- Mr J. in Squirrel Boy
- Pietro Viperi in Inazuma Eleven Ares
- Ispettore Lestrade in Lupin III - Una storia senza fine
- Natel Inyren Dale Carvain in Overlord
- Barak Ozma in Baki Hanma
- Edward in That Time I Got Reincarnated as a Slime